# Gieorgij Mondzolewski
Gieorgij Grigorjewicz Mondzolewski (ros. Георгий Григорьевич Мондзолевский, ur. 26 stycznia 1934 w Orszy, zm. 28 kwietnia 2024) – radziecki siatkarz, dwukrotny złoty medalista olimpijski.

## Życiorys
Swoją przygodę z siatkówką Gieorgij rozpoczął w szkole sportowej w Odessie. Wtedy nie tylko nie tylko nie wyróżniał się wśród rówieśników, ale także cechowały go kiepskie warunki fizyczne: niski wzrost (168 cm), bardzo szczupła sylwetka (58 kg). Uwagę trenerów zwrócił swoją dyscypliną, ciężką pracą i niepohamowaną chęcią opanowania techniki siatkarskiej. W wieku 17 lat zadebiutował w seniorskiej drużynie Buriewiestnik Odessa. Znany był ze swojej wszechstronności,  mógł występować jako: rozgrywający, obrońca, a w razie potrzeby atakował.
O Mondzolewskim, graczu uniwersalnym, szybko zrobiło się głośno w rosyjskiej siatkówce. Został zaproszony do drużyny narodowej. Zaproponowano mu występ na pozycji rozgrywającego.
W reprezentacji Związku Radzieckiego grał w latach 1956–1964 oraz 1967–1968. Dwukrotnie zdobywał złoty medal olimpijski – podczas igrzysk 1964 odbywających się Tokio i igrzysk 1968 w Meksyku. Podczas mistrzostw świata zdobył złoto w 1960 i 1962 oraz brąz w 1956. W mistrzostwach Europy tryumfował w 1967 i zajął 3. miejsce w 1963. W rozgrywkach krajowych grał w zespole z Odessy, a następnie w CSKA. W barwach moskiewskiego klubu sześć razy zostawał mistrzem Związku Radzieckiego (1958, 1960, 1961, 1962, 1965, 1966). W 1960 i 1962 zdobył Puchar Europy Mistrzów Klubowych. 
Za osiągnięcia sportowe został wyróżniony tytułem Zasłużony Mistrz Sportu ZSRR w 1990 i dwukrotnie odznaczony orderem „Znak Honoru”. W 2012 został uhonorowany członkostwem w galerii sław piłki siatkowej – Volleyball Hall of Fame.